# Francisco Costa
Pour les articles homonymes, voir Costa.
Francisco Kiko Mota da Costa, né le 16 février 2005 à Porto, est un handballeur international portugais qui évolue au poste d'arrière droit.
Fils de l'international portugais Ricardo Costa (de), Francisco est avec son 
frère Martim l'un des grands espoirs du handball portugais et mondial. Au Championnat du monde 2025, il est l'un des joueurs majeurs ayant permis à sa sélection d'atteindre la quatrième place, le meilleur résultat international du Portugal, et est élu meilleur jeune.

## Palmarès

### En club
- Vainqueur du Championnat du Portugal (1) : 2024
- Vainqueur de la Coupe du Portugal (3) : 2022, 2023, 2024
- Vainqueur de la Supercoupe du Portugal (2) : 2023, 2024

### En sélection
Francisco Costa connaît sa première sélection le 14 avril 2022 face aux  Pays-Bas. Ses résultats sont :
- 13e place au Championnat du monde 2023
- 7e place au Championnat d'Europe 2024
- 4e place au Championnat du monde 2025

Auparavant, ses résultats en équipes jeunes et junior est :
- finaliste du Championnat d'Europe des -20 ans en 2022 (en)

### Distinctions individuelles
- Élu meilleur jeune du Championnat du monde 2025
- Meilleur buteur du Championnat d'Europe des -20 ans en 2022 (en) avec 58 buts
- Élu meilleur arrière droit du Championnat d'Europe des -20 ans en 2022 (en)
- Élu meilleur ailier droit du Championnat d'Europe des -18 ans en 2021 (en)